# Пасхазий Радберт
Пасхазий Радберт (лат. Paschasius Radbertus; 792, Суассон — 26 апреля 865, Корби) — франкский бенедиктинский монах и настоятель монастыря Корби, богослов, святой.
О жизни Пасхазия Радберта известно очень мало. Считается, что в младенчестве он был подброшен к дверям Суассонского аббатства и воспитан его монахинями. В 814 году, покинув Суассон, он поступил монахом в аббатство Корби в Пикардии, в 843 или 844 году стал его аббатом (с 826 года был приором при аббате Вале); свои дни проводил в молитвах и изучении книг. В 851 году был вынужден удалиться в монастырь Сен-Рикье — возможно, из-за конфликта с правителем Западно-Франкского королевства Карлом II Лысым. В добровольном изгнании продолжал заниматься изучением богословия, скончался около 865 года.
12 июля 1058 года останки Пасхазия Радберта были перезахоронены в Корби; в 1907 году его сохранившееся надгробие там было объявлено национальным историческим памятником.
В своих сочинениях («De sanguine et corpore Christi» и «Epistola ad Frudegardum») Пасхазий Радберт оправдывал учение о пресуществлении и по этому поводу вступил в ожесточённый спор с Ратрамном и Рабаном Мавром. Он защищал также против Ратрамна учение о бессемянном зачатии Девы Марии («De partu virginis»). Сочинения его издал Сирмон.